# Adulte une fois
Adulte une fois est le treizième épisode de la vingt-quatrième saison de la série télévisée Les Simpson et le 521e épisode de la série. Il est diffusé pour la première fois sur la chaîne américaine Fox le 17 février 2013.

## Synopsis
Le reste de la famille se rend dans un centre commercial pendant que Bart s'amuse chez Milhouse à la suite d'une privation collective de télévision. Lors d'un combat, il lui renverse accidentellement de l'epoxy dans les cheveux et découvre que son ami ressemble à son père Kirk une fois une coupe effectuée. C'est alors que Bart a l'idée de faire passer Milhouse pour Kirk . Les deux garçons se rendront compte qu'être adulte implique beaucoup de responsabilités.
Pendant ce temps, Homer se passionne pour les livres-jeux et réussit à retrouver des objets cachés dans la vraie vie pendant que Marge proteste contre des DVD abrutissants.